# Теодора Басараб
Вижте пояснителната страница за други личности с името Теодора.
Теодора Басараб (или Бесараб) е българска царица, първа съпруга на цар Иван Александър и дъщеря на влашкия войвода Иванко I Басараб. Омъжва се за Иван Александър, когато той все още е деспот в Ловеч. След развода си с царя става монахиня и до края на живота си е известна като Теофана Басараб.

## Биография
За да укрепи връзките си с династията на Шишмановци, през 1323 г. влашкият войвода Иванко I Бесараб жени дъщеря си Теодора за младия Иван Александър, деспот на Ловеч и племенник на цар Михаил III Шишман Асен. Теодора се установява в Ловеч, развива културна дейност и създава училище, където се превеждат ръкописи от Света Гора и Византия. С титла на деспотица тя е до 1331 г., когато поредният дворцов преврат извежда съпруга ѝ до престола. Това става след битката при Велбъжд, където Михаил III Шишман Асен, подкрепян от Иванко I Басараб, е разбит от сръбския крал Стефан Урош III Дечански. След преврат в българската столица, който сваля цар Иван Стефан, поставен на българския престол от сърбите, за цар е избран Иван Александър. Като негова царица Теодора се разпорежда в Търново близо две десетилетия, но влиянието ѝ над царя постепенно намалява, въпреки че успява да ожени сина си Иван Асен за своя племенница от Влашко. Този брак не продължава дълго, тъй като скоро Иван Асен IV загива в битка с турците. По това време Теодора вече е на преклонна възраст.
Една от миниатюрите в Манасиевата летопис представя царицата пред смъртното ложе на сина ѝ, като в изражението ѝ прозира дълбока скръб. Към тази грижа се добавят и още изпитания. Съпругът ѝ Иван Александър се увлича по млада еврейка от Търново на име Сара. Дворцовият скандал завършва с развод, като през 1345 г. (или 1347 г. според други източници) Иван Александър се развежда с Теодора и се жени за Сара. Новата съпруга на царя е кръстена по православен обред и получава името на предишната царица – Теодора. Дъщерята на Иванко I Басараб е прокудена от Царевец, замонашва се под името Теофана и се оттегля във Видинското царство, което е под управлението на сина ѝ Иван Срацимир. Срацимир от своя страна също се жени за принцеса от династията Басараб. Това е Анна – дъщеря на влашкия войвода Никола Алксандър. Продължавайки дейността, започнала няколко десетилетия по-рано в Ловеч, Теофана Басараб, подкрепена от Анна, превръща Видин в най-важния български културен център на онова време. Забележителен документ на Видинската книжовна школа е Бдинския сборник, който се състои от жития само на жени светици (16 на брой).
През 1394 г. митрополит Йоасаф Бдински и Константин II Асен пренасят от Търново във Видин мощите на три светици – Петка, Филотея и Теофания. Счита се, че бившата българската царица приема името на канонизираната за светица византийска императрица Теофания. Според местни легенди майката на Иван Срацимир се е оттеглила и е погребана в скалния манастир Алботина край село Раброво, Видинско. Във Влашко и в района на Видин царицата е известна като Теофана Басараб.
След като е починала, била погребана в Алботинският скален манастир – некропол на Видинското Царство. Поради приближаващата опасност от турска инвазия тя е била есхумирана, а мощите и са преместени.  По време на ексхумацията нейното тяло било открито в забележително състояние - без следи от разложение и излъчващо благовонна миризма. Това чудотворно състояние било разчетено от Йоасаф Бдински като знак за святост и веднага пристъпва към нейната канонизация, обоснована и от  многобройните ѝ добродетели и свети дела която е извършвала приживе. Църквата във Видин по това време е била под юрисдикцията на Вселенската патриаршия в Константинопол. Малко писмени документи са оцелели от онази епоха. Тази информация е от съществено значение за разбирането на историческия контекст на периода и ни позволява да твърдим, че съркофага в дясната абсида в олтара на скалната църква, е гробът на Теофана Басараб върху които има изписана нейна монограма.

## Потомство
От брака си Иван Александър Теодора има трима сина:
- Михаил IV Асен (* ок. 1322 † 1355, убит в битка)
- Иван Срацимир (* ок. 1324/1325, Ловеч; 1397, Бурса), български цар (1356 – 1396), последният преди падането на България под османска власт
- Иван Асен lV (* 1326?, † 1349), български цар (1336 – 1349)